# Another Side of Bob Dylan
| 전문가 평가                   | 전문가 평가 |
| 평가 점수                     | 평가 점수   |
| 출처                          | 점수        |
| ----------------------------- | ----------- |
| AllMusic                      | [ 1 ]       |
| Encyclopedia of Popular Music | [ 2 ]       |
| Entertainment Weekly          | B+          |
| MusicHound Rock               | 4/5         |
| The Rolling Stone Album Guide | [ 5 ]       |
| Tom Hull                      | A–          |

《Another Side of Bob Dylan》은 1964년 8월 8일, 컬럼비아 레코드가 발매한 미국의 싱어송라이터 밥 딜런의 네 번째 스튜디오 음반이다.
이 음반은 딜런이 그의 이전 음반인 《The Times They Are a-Changin'》과 함께 발전했던 사회적 의식에서 벗어난다. 이 같은 변화는 《싱 아웃!》이라는 포크계의 일부 영향력 있는 인물들로부터 비난을 불러일으켰다. 어윈 실버 편집장은 딜런이 "어쩌다 사람들과 연락이 끊겼다"고 불평했고 "명성의 변천"에 휘말렸다.
음반의 주제별 전환에도 불구하고 딜런은 《Another Side of Bob Dylan》의 전곡을 이전 녹음과 같이 공연했다. 딜런은 평소 어쿠스틱 기타와 하모니카 외에도 〈Black Crow Blues〉라는 한 가지 선택으로 피아노를 제공한다. 《Another Side of Bob Dylan》은 미국 43위 (결국 골드를 받았음에도 불구하고)에 올랐고, 1965년 영국 차트 8위로 정점을 찍었다.
이 음반의 고화질 5.1 서라운드 사운드 에디션은 2003년 컬럼비아에 의해 SACD로 발매되었다.

## 녹음
딜런의 상업적 인지도가 높아지면서 컬럼비아는 이제 딜런에게 꾸준한 음반 발매를 촉구하고 있었다. 딜런이 뉴욕으로 돌아오자 톰 윌슨이 프로듀서로 복귀하는 등 스튜디오 시간이 빠르게 예정돼 있었다.
6월 9일 뉴욕 컬럼비아 스튜디오 A에서 첫 (그리고 유일한) 녹음 세션이 열렸다. 클린턴 헤이린에 따르면 딜런은 이날 밤 보졸레 두어 병을 연마하면서 14개의 오리지널 곡을 녹음했으며 이 중 11개가 최종 음반에 선정됐다고 한다. 결국 거절당한 세 사람은 〈Denise Denise〉, 〈Mr. Tambourine Man〉, 그리고 〈Mama, You Been on My Mind〉이었다.
1964년 10월 말 발간된 《더 뉴요커》의 딜런에 대한 냇 헨토프의 기사에는 6월 9일 세션에 대한 놀라운 설명이 포함되어 있다. 헨토프는 CBS 녹화장의 분위기와 딜런이 자신의 친구들과 스튜디오에서, 세션의 프로듀서들과 함께, 헨토프 자신과의 잡담과 농담에 대해 상당히 상세하게 묘사하고 있다.
램블린 잭 엘리엇이 이 세션의 일부에 참석했고 딜런은 그에게 〈Mr. Tambourine Man〉에 연주해달라고 부탁했다. "그는 나와 함께 노래를 부르도록 초대했다."고 엘리엇은 회상한다. "그러나 나는 후렴구를 위한 셉트라는 단어를 알지 못했기 때문에 후렴구에서 그와 조화를 이루었을 뿐이다." 딜런이 가사의 일부를 비틀거리며, 한 번의 완전한 테이크만 녹음되었다. 비록 이 녹음은 결국 거절당했지만, 딜런은 다음 음반을 위해 이 곡으로 돌아올 것이다.
딜런이 궁극적으로 〈My Back Pages〉의 마스터 테이크 아웃을 녹음할 때쯤에는 새벽 1시 30분이 되었다. 마스터 테이크가 선택되었고, 일부 부분 편집이 끝난 후, 곧 최종 음반의 순서가 정해졌다.

## 곡 목록
모든 곡들은 밥 딜런에 의해 작사/작곡하였다.
| #  | 제목                        | 재생 시간 |
| -- | --------------------------- | --------- |
| 1. | 〈All I Really Want to Do〉 | 4:04      |
| 2. | 〈Black Crow Blues〉        | 3:14      |
| 3. | 〈Spanish Harlem Incident〉 | 2:24      |
| 4. | 〈Chimes of Freedom〉       | 7:10      |
| 5. | 〈I Shall Be Free No. 10〉  | 4:47      |
| 6. | 〈To Ramona〉               | 3:52      |

| #  | 제목                                                      | 재생 시간 |
| -- | --------------------------------------------------------- | --------- |
| 1. | 〈Motorpsycho Nitemare〉                                  | 4:33      |
| 2. | 〈My Back Pages〉                                         | 4:22      |
| 3. | 〈I Don't Believe You (She Acts Like We Never Have Met)〉 | 4:22      |
| 4. | 〈Ballad in Plain D〉                                     | 8:16      |
| 5. | 〈It Ain't Me Babe〉                                      | 3:33      |

## 인증
| 국가                       | 인증 | 판매량/출하량 |
| -------------------------- | ---- | ------------- |
| 영국 (BPI) Sales from 2004 | 실버 | 60,000^       |
| 미국 (RIAA)                | 골드 | 500,000^      |
| ^출하량을 기반으로 한 인증 |      |               |